# Ubirajara Motta
Ubirajara Gonçalves Motta, conosciuto semplicemente come Ubirajara Motta (Rio de Janeiro, 4 settembre 1936 – Tijuca, 24 ottobre 2021), è stato un calciatore brasiliano, di ruolo Portiere.

## Biografia
Cresciuto nel quartiere Marechal Hermes, situato nel nord di Rio de Janeiro, studiò nel collegio Souza Marques.

## Carriera

### Club
Motta è cresciuto nelle giovanili del Bangu, con cui giocò nella prima squadra dal 1956 al 1967, vincendo un campionato Carioca (1966) e un Torneio Início do Rio de Janeiro (1964). Viene considerato il più grande portiere della storia del club alvirubro con 538 presenze tra le varie competizioni disputate.
Nell'estate 1967 con il Bangu disputò il campionato nordamericano organizzato dalla United Soccer Association: accadde infatti che tale campionato fu disputato da formazioni europee e sudamericane per conto delle franchigie ufficialmente iscritte al campionato, che per ragioni di tempo non avevano potuto allestire le proprie squadre. Il Bangu rappresentò gli Houston Stars, che concluse la Western Division al quarto posto finale.
Nel 1968 passa al Botafogo, con cui vince un altro campionato Carioca, una Taça Guanabara e, soprattutto la Taça Brasil 1968, ovvero il massimo titolo nazionale dell'epoca, ove con i suoi batté in finale il Fortaleza.
Nel 1972 viene ingaggiato dal Flamengo, club in cui giocò sino al ritiro giunto nel 1976. Con i Rubro-negro ha vinto due campionati Carioca e due Taça Guanabara.

### Nazionale
Motta l'8 luglio 1966 ha giocato un incontro con la maglia del Brasile, nell'incontro amichevole, in vista dell'imminente Campionato mondiale di calcio 1966, contro il Perù, vinto per 3-1. Nonostante la buona prestazione non venne confermato nella rosa in partenza per l'Inghilterra.

## Statistiche

### Cronologia presenze e reti in nazionale
| Cronologia completa delle presenze e delle reti in nazionale ― Brasile | Cronologia completa delle presenze e delle reti in nazionale ― Brasile | Cronologia completa delle presenze e delle reti in nazionale ― Brasile | Cronologia completa delle presenze e delle reti in nazionale ― Brasile | Cronologia completa delle presenze e delle reti in nazionale ― Brasile | Cronologia completa delle presenze e delle reti in nazionale ― Brasile | Cronologia completa delle presenze e delle reti in nazionale ― Brasile | Cronologia completa delle presenze e delle reti in nazionale ― Brasile |
| Data                                                                   | Città                                                                  | In casa                                                                | Risultato                                                              | Ospiti                                                                 | Competizione                                                           | Reti                                                                   | Note                                                                   |
| ---------------------------------------------------------------------- | ---------------------------------------------------------------------- | ---------------------------------------------------------------------- | ---------------------------------------------------------------------- | ---------------------------------------------------------------------- | ---------------------------------------------------------------------- | ---------------------------------------------------------------------- | ---------------------------------------------------------------------- |
| 8-6-1966                                                               | Rio de Janeiro                                                         | Brasile                                                                | 3 – 1                                                                  | Perù                                                                   | Amichevole                                                             | -1                                                                     |                                                                        |
| Totale                                                                 |                                                                        | Presenze                                                               | 1                                                                      |                                                                        | Reti                                                                   | -1                                                                     |                                                                        |

## Palmarès

### Competizioni nazionali
- Campionato brasiliano: 1

Botafogo: 1968

### Competizioni statali
- Campionato Carioca: 4

Bangu: 1966
Botafogo: 1968
Flamengo: 1972, 1974
- Torneio Início do Rio de Janeiro: 1

Bangu: 1964
- Taça Guanabara: 3

Botafogo: 1968
Flamengo: 1972, 1973